# Casa del Piñón
La Casa del Piñón es un edificio modernista de la ciudad española de La Unión (Región de Murcia), construido por el arquitecto murciano Pedro Cerdán en 1899, en plena época de esplendor de la Sierra minera de Cartagena-La Unión.
Fue un encargo del empresario Joaquín Peñalver Nieto, como edificio de viviendas en alquiler de lujo. Actualmente, tras su completa reforma y rehabilitación finalizada en 2008, es sede del Ayuntamiento de La Unión.

Su nombre viene por el empresario que encargó su construcción, Joaquín Peñalver Nieto, conocido como «el Piñón» por su baja estatura.

## Arquitectura
La planta de este edificio tiene forma de L debido a la forma del solar sobre el que está construida. Cuenta con una planta baja y dos pisos. La planta baja, de piedra labrada, se divide en distintas entradas con grandes arcos de medio punto: dos para acceder al edificio por la calle Mayor de La Unión y otra para acceder por la calle Alfonso X. Estas entradas se encuentran marcadas en la planta baja con ménsulas de gran tamaño con cabezas de león talladas en piedra en su parte superior. El primer piso tiene balaustrada corrida de piedra y que de cara al interior está dividida en seis, número de apartamentos/casas que tuvo hasta su modificación y restauración. El segundo piso se divide en balcones individuales de rejería como el primero, pero con distinta ornamentación. Ello se debe principalmente a que uno de los apartamentos del piso de inferior fue construido bajo la dirección del propio Joaquín Peñalver Nieto (El Piñón) pues estaba destinada a ser su vivienda y por tanto de su propiedad. De hecho, sus interiores eran totalmente distintos al del resto de apartamentos contando con relieves angelicales y otras pinturas en los techos; suelos con grandes mosaicos coloridos y formas muy diversas. El autor de las pinturas y relieves siempre fue desconocido. 
En la terraza superior encontramos la cúpula diseñada por el arquitecto francés Alexandre Gustave Eiffel. Dicha cúpula está rodeada de una balaustrada de piedra sobre grandes ménsulas de inspiración clásica. Su terminación es un tejado metálico de zinc sobre la que reposa una gran aguja, visible a kilómetros del propio municipio.
La ornamentación utilizada en la fachada coincide en gran parte con la división jerárquica de pisos y zonas. Los cuatro pisos para familias adineradas se encontrarían en la zona central del edificio, abarcando la mayoría de balcones tanto a la calle Mayor como a la calle Alfonso X, existiendo en ambos extremos del edificio dos escaleras con dos apartamentos cada una para personal de servicio de esas familias adineradas. Estas casas estaban unidas por el patio de luces a las casas de los señores. Asimismo, tiempo después se destinarían a ser alquiladas a familias de menor rango social. 
De su fachada cabe destacar los motivos clásicos, muestra de la visión de modernidad que las escuelas arquitectónicas del momento intentaban seguir, llamado tiempo después modernismo. La Casa del Piñón tiene, además, referencias clásicas en piedra y ladrillo visto.
Tras su restauración en el año 2006 sólo se respetarían la fachada y muy pocos elementos interiores. Actualmente su distribución es totalmente distinta.

## Deshabitalización y reforma
A partir de los años 1980 vivió un proceso paulatino de abandono de sus inquilinos. Sólo quedaron las sedes del PSOE y el CDS (durante unos pocos años), una única inquilina que ocupó su vivienda hasta 2004 (Isabel Peñalver Arroniz) y la farmacia que tras la restauración aún permanece.
En estos 25 años estuvo en grave peligro de desaparecer, hasta que se puso en marcha un largo proceso de restauración y rehabilitación encargado al arquitecto Martín Lejárraga que culminó en el año 2006. 